# Heilig Hartkerk (Heerlen)
De Heilig Hartkerk is een kerkgebouw in de buurt Schandelen in Heerlen in de Nederlandse provincie Limburg. Het kerkgebouw staat aan de zuidoostzijde van de kruising van de Meezenbroekerweg en de Palemigerboord. Aan de oostkant van de kerk ligt de Schandelerstraat. De kerk staat op een lage kerkheuvel die omgeven wordt door een lage kerkmuur.
De kerk is gewijd aan het Heilig Hart van Jezus.

## Geschiedenis
In 1927-1928 werd de kerk gebouwd naar het ontwerp van architect Jos Wielders.
In 1968 werd het orgel gerestaureerd.
Sinds 18 juni 1992 is het kerkgebouw een rijksmonument, vanwege het eenklaviersorgel. Het orgel heeft tien registers en werd gemaakt in 1841 door Gebr. Mueller uit de Duitse plaats Reifferscheidt. 

## Opbouw
Het bakstenen georiënteerde kerkgebouw is opgetrokken in zakelijk-expressionistische stijl en bestaat uit een in de frontgevel noordelijk naast de lengte-as geplaatste vierkante kerktoren met tentdak, een portaal onder een zadeldak met verlaagde noklijn, een driebeukig schip met vier traveeën en een apsis met trapsgewijs aflopende noklijn. Aan de zuidzijde naast de apsis is er een laag torentje gebouwd. De traveeën van het schip hebben brede spitsboogvensters en steekdaken (elk een zadeldak met topgevels dwars op het zadeldak van het middenschip). De ingang van de kerk bevindt zich aan de noordzijde onder in de toren.
Van binnen heeft de kerk een spitsbooggewelf.

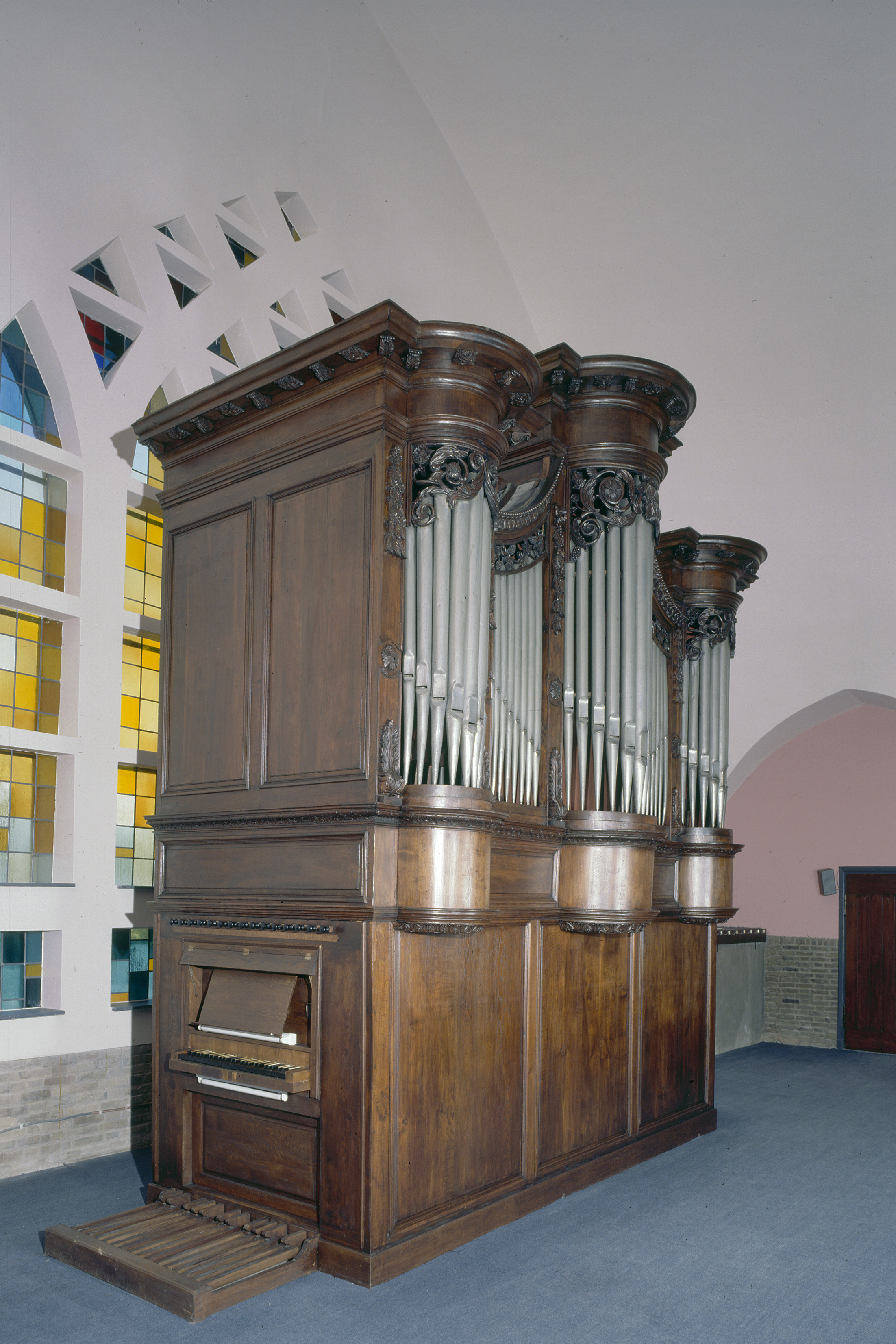
Orgel